# 東海大学海洋科学博物館
東海大学海洋科学博物館（とうかいだいがくかいようかがくはくぶつかん、英称：Marine Science Museum, Social Education Center TOKAI University）は、東海大学社会教育センターが社会教育活動の一環として活動する施設の一つ。
2022年度で有料入館での受け入れを終了し、教育・研究施設として存続しつつ、2023年度からは見学エリアを1階のみとする事前予約制の無料公開の施設となった。2024年10月をもって、教育団体向けの無料公開についても終了した。

## 概要
当館と東海大学自然史博物館の2つの博物館と三保研修館（宿泊・集会・研修施設）の3施設を中心とした社会教育活動を学芸員を配置し展開している。大学本体は、海洋学部を通じて海洋に関する教育研究を行っている。この教育研究の利用に共するとともに、海洋科学に関する知識を広く一般市民に啓蒙普及することを目的として運営している。また、2015年1月時点、日本で雄と雌のメガマウスの剥製が揃っているのは当館のみ。
1998年、日本動物園水族館協会第12回『古賀賞』を受賞。
施設老朽化と2026年4月にオープンする静岡市の海洋文化施設「海洋・地球総合ミュージアム（仮称）」で市と連携することから、当館と自然史博物館の一般公開を2023年3月で終了することになった。
2023年度以降は教育・研究施設として存続しつつ、事前予約制の無料公開の施設となる。

## 沿革
- 1970年5月2日 東海大学海洋科学博物館を開館。
- 1970年 マグロの飼育実験を開始。[7]
- 1977年 世界で初めてカクレクマノミの繁殖に成功。[8]
- 1978年4月 2階を増設、機械水族館「メクアリウム」開設[9]。
- 1986年4月 2階展示室を全面改修、マリンサイエンスホール開設[9]。
- 1988年 エイ目 マダラエイにおいて日本動物園水族館協会の『繁殖賞』を受賞。
- 1990年 リュウグウノツカイ雌雄標本を公開。[10]
- 1993年 カサゴ目 イボダンゴにおいて日本動物園水族館協会の『繁殖賞』を受賞。
- 1998年 日本動物園水族館協会第12回『古賀賞』を受賞。
- 1998年 本年より博物館毎の年報・研究報告の発行者を社会教育センターへ集約統合し刊行開始。
- 1999年 スズキ目 タテガミギンポにおいて日本動物園水族館協会の『繁殖賞』を受賞。
- 2000年 スズキ目 ナガサキスズメダイにおいて日本動物園水族館協会の『繁殖賞』を受賞。
- 2001年 スズキ目 クジャクスズメダイにおいて日本動物園水族館協会の『繁殖賞』を受賞。
- 2003年 メガマウス公開解剖を実施。
- 2007年7月 くまのみ水族館 開設[9]。
- 2015年
  - 4月1日 本学の大学生（短大生は除く）は入館料無償化へ移行。
  - 9月 うみの研究室を開設[9]。
- 2023年
  - 3月 有料入館での受け入れを終了[1]。
  - 4月 見学エリアを1階のみとし、事前予約制の無料公開の施設へ移行[1][2][3]。

## 部門別の概要
水族館部門
1階は水族館部門になっている。海洋生物の育成、繁殖とその展示活動を行う。
科学博物館部門
2階は科学博物館部門になっている。
2023年度からは見学エリアが1階のみとなる。

## 交通アクセス
電車・バスの利用
- JR東海道線・清水駅下車後、 3番のりばよりしずてつジャストラインの『東海大学三保水族館』行きバスに乗車、終点で下車。徒歩1分。

車の利用
- 東名高速道路・清水インターを下りて、湾岸道路を経由し三保街道を通行し当館へ。
- 東名高速道路・静岡インターを下りて、久能街道（いちご街道）を通行し当館へ。

## 関連項目

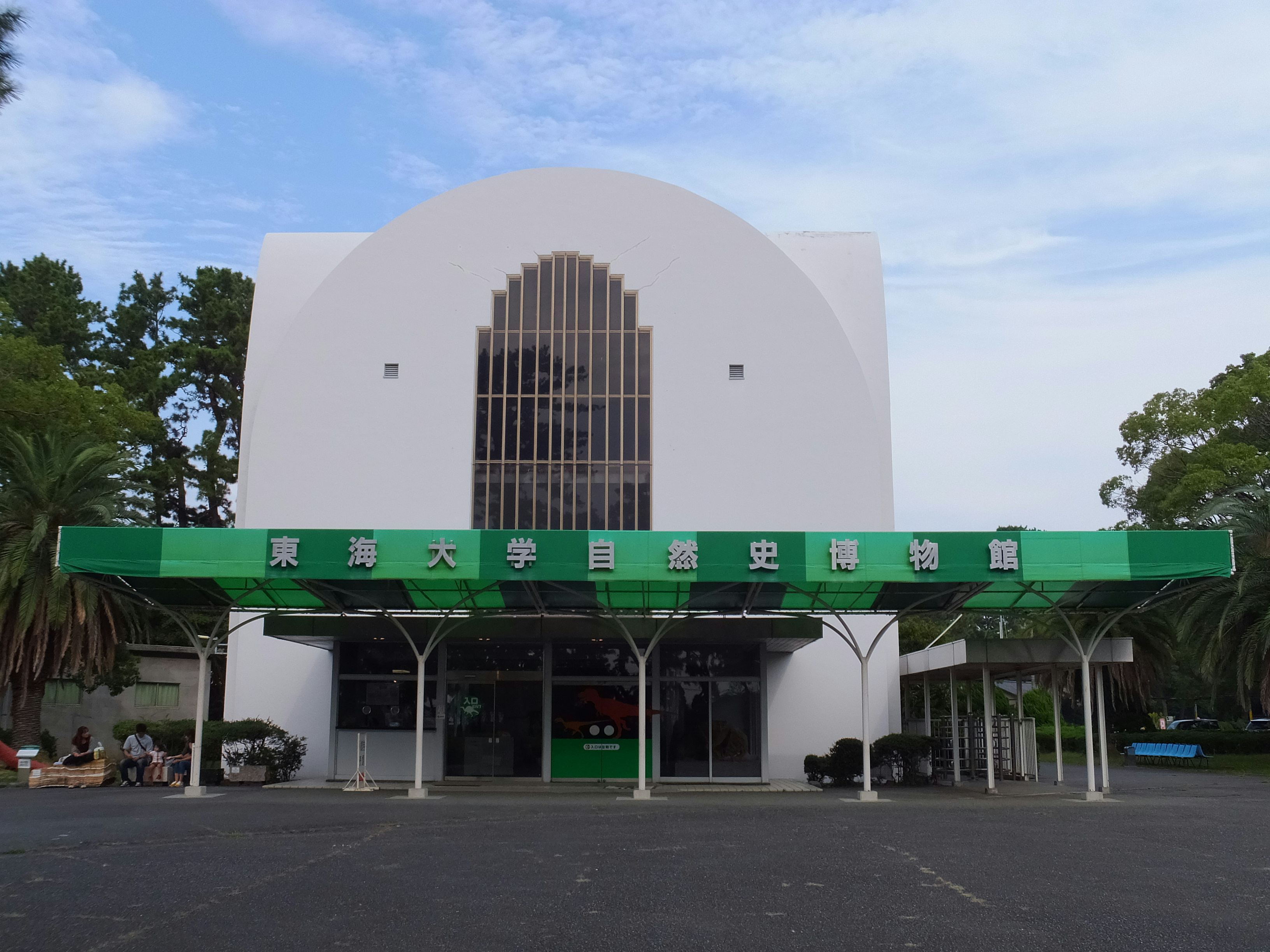
東海大学自然史博物館